# ¿Encontró lo que buscaba?
¿Encontró lo que buscaba? es una película de comedia dramática mexicana de 2023 dirigida por Yibrán Asuad y escrita por Javier Peñalosa. Protagonizada por Álvaro Guerrero, Andrea Chaparro y Eduardo Minett. Se estrenó el 10 de marzo de 2023 en Netflix.

## Sinopsis
Enrique, un ex locutor de rock and roll que, para ganar dinero, se convierte en embolsador de supermercado. Enrique tiene un objetivo: ir al aniversario de la emisora donde trabajaba y poder reencontrarse con el amor de su vida, llamada Irma Pimentel.

## Elenco
Los actores que participan en esta película son:
- Álvaro Guerrero como Enrique
- Andrea Chaparro como Amanda
- Eduardo Minett como Picho
- Sidney Robote como Ramón Ramírez
- Fernando Larragaña como Güero Jiménez
- Alejandro Suárez como Marito
- Lalo El Mimo como Chiquilingas
- Ma Eugenia Guzmán como Conseluito
- Juan Alberto Villareal como Cipriano
- Perfecto González como Manuel
- Andrés C Mayer como Willy
- Ana Sofía Gatica como "La Bomba"
- Saak como Filete Miñon
- Juca Viapri como presentador
- Fer Manzano como Policía
- María Tlapanco como Teresa